# Список маршрутних таксі Києва
Список маршрутних таксі Києва — перелік маршрутів системи маршрутного таксі Києва. Вартість проїзду на більшості маршрутних таксі становить 15 гривень. Маршрутне таксі Києва відіграє одну з провідних ролей у перевезенні пасажирів міста. Усього діє (станом на 1 жовтня 2024 року) 103 легальні маршрути. Починаючи із кінця 2000-х років спостерігається тенденція до поступового зменшення кількості маршрутних таксі та навпаки, посилення ролі комунального транспорту.

## Діючі маршрути
| №    | Кінцева А                                             | Кінцева Б                                                   | Примітки |
| ---- | ----------------------------------------------------- | ----------------------------------------------------------- | --- |
| 150  | Вул. Милославська (біля вул. Радунської)              | Севастопольська площа                                       | |
| 151  | Станція метро «Почайна»                               | Вул. Милославська (біля вул. Закревського)                  | За маршрутом автобуса № 101 |
| 157  | Станція метро «Почайна»                               | Вул. Милославська (біля вул. Бальзака)                      | За маршрутом автобуса № 21 |
| 166  | Лук'янівська площа                                    | Вул. Мрії                                                   | Офіційно до Гіпермаркету «Ашан Біличі». За зміненим маршрутом тролейбуса № 23 |
| 171  | Станція метро «Палац спорту»                          | Вул. Романа Ратушного                                       | За маршрутом тролейбуса № 3 |
| 174  | Станція метро «Славутич»                              | Вул. Центральна (селище Осокорки, база відпочинку «Либідь») | За маршрутом автобуса № 74 |
| 177  | Вул. Митрополита Андрея Шептицького                   | Станція метро «Бориспільська»                               | По вулицях Сортувальна — Урлівська — Анни Ахматової |
| 178  | Вул. Митрополита Андрея Шептицького                   | Станція метро «Бориспільська»                               | По вулицях Сортувальна — Здолбунівська — пр-ту Григоренка |
| 179  | Станція метро «Політехнічний інститут»                | Вул. Татарська                                              | За трохи зміненим маршрутом автобуса № 31 (в зворотному напрямку) |
| 180  | Вул. Милославська (біля вул. Бальзака)                | Проспект Свободи (до вулиці Василя Порика)                  | |
| 181  | Площа Тараса Шевченка                                 | Залізничний вокзал «Центральний»                            | |
| 182  | Станція метро «Нивки»                                 | Проспект Свободи                                            | За маршрутом тролейбуса № 26 |
| 183  | Станція метро «Почайна»                               | Проспект Свободи                                            | За маршрутом тролейбуса № 25 |
| 186  | Станція метро «Святошин»                              | Вул. Стеценка                                               | |
| 187  | Станція метро «Нивки»                                 | Вул. Тулузи                                                 | |
| 188  | Станція метро «Нивки»                                 | Вул. Симиренка                                              | За маршрутом автобуса № 23 |
| 189  | Вул. Чорнобильська                                    | Вул. Володимирська                                          | |
| 192  | Станція метро «Почайна»                               | Проспект Червоної Калини (до вул. Милославської)            | |
| 193  | Дарницька площа                                       | Житловий масив Корчувате                                    | |
| 194  | Вул. Ірпінська                                        | Гіпермаркет «Ашан-Біличі»                                   | |
| 198  | Залізничний вокзал «Центральний»                      | Інститут грудної хірургії (вул. Миколи Амосова)             | |
| 200к | Вул. Клавдіївська                                     | Вул. Миколи Ушакова                                         | |
| 201  | Станція метро «Шулявська»                             | Бульвар Кольцова                                            | |
| 202  | Станція метро «Святошин»                              | Вул. Академіка Булаховського                                | |
| 203  | Станція метро «Святошин»                              | Кінотеатр «Лейпциг» (вул. Гната Юри)                        | |
| 205  | Індустріальний шляхопровід                            | Дарницька площа (біля Пластової вул.)                       | |
| 211  | ДВРЗ                                                  | Станція метро «Деміївська»                                  | |
| 212  | Станція метро «Либідська»                             | Вул. Академіка Заболотного                                  | Через вулиці Еллана-Блакитного, Горіхуватський шлях, Героїв Оборони |
| 222  | Вул. Лифаря                                           | Станція метро «Лівобережна»                                 | |
| 223  | Вул. Туполєва                                         | Південний залізничний вокзал                                | |
| 227  | Діагностичний центр                                   | Вул. Кадетський гай                                         | |
| 233  | Станція метро «Лісова»                                | Вул. Милославська (до вул. Лісківської)                     | По вулицях Гетьмана Павла Полуботка (через станцію метро «Чернігівська»), Братиславській, Закревського, Милославській |
| 239  | Станція метро «Шулявська»                             | Станція метро «Либідська»                                   | За маршрутом колишнього автобуса № 17 — нинішнього тролейбуса № 42, який прийшов йому на заміну (але маршрут тролейбуса подовжено на одну зупинку з одного боку — кінцева біля вул. Дегтярівської (із розворотом через неї), а «офіційна» кінцева маршрутки — станція метро «Шулявська») |
| 240  | Станція метро «Лісова»                                | Вул. Космонавта Поповича                                    | За маршрутом автобуса № 81 |
| 241  | Станція метро «Лісова»                                | Вул. Кубанської України                                     | Вулицями Кіото, Мілютенка, Лісовим проспектом |
| 242  | Станція метро «Лісова»                                | Вул. Гарматна                                               | |
| 250  | Вул. Олени Пчілки                                     | Станція метро «Позняки»                                     | |
| 322  | Залізничний вокзал «Південний»                        | Міжнародний аеропорт «Бориспіль»                            | Із зупинкою на станції метро «Харківська» |
| 401  | Залізничний вокзал «Південний»                        | Вул. Чорнобильська (Поліклініка №3)                         | Через Кільцеву дорогу, проспекти Леся Курбаса, Любомира Гузара, Севастопольську площу та проспект Повітряних сил |
| 402  | Вул. Північна                                         | Вул. Олександра Архипенка (кінотеатр «Братислава»)          | |
| 405  | Станція метро «Дарниця» (Універмаг «Дитячий світ»)    | Вул. Милославська                                           | |
| 407  | Дарницький вокзал                                     | Вул. Єлизавети Чавдар                                       | |
| 408  | Вул. Обухівська (ж/к Озерний)                         | Залізнична станція Київ-Волинський                          | |
| 410  | Станція метро «Почайна»                               | Станція метро «Нивки»                                       | Через станції метро «Дорогожичі» та «Сирець», площу Валерія Марченка |
| 411  | Станція метро «Палац спорту»                          | Вул. Симиренка                                              | По шість рейсів на добу в обох напрямках. |
| 415  | Станція метро «Харківська»                            | Лісовий проспект                                            | |
| 416  | Кібернетичний центр                                   | Вул. Милославська (біля проспекту Червоної Калини)          | |
| 421  | Станція метро «Почайна»                               | Вул. Симиренка                                              | |
| 423  | Ринок «Лісовий» (вул. Миропільська)                   | Вул. Марганецька                                            | |
| 434  | Вул. Будищанська                                      | Станція метро «Чернігівська»                                | |
| 442  | Станція метро «Політехнічний інститут»                | Станція метро «Політехнічний інститут»                      | Маршрут замикається: КПІ — провулок Борщагівський — вулиця Борщагівська — вулиця Гарматна — Берестейський проспект; |
| 442д | Станція метро «Політехнічний інститут»                | Станція метро «Політехнічний інститут»                      | Маршрут замикається: КПІ — провулок Борщагівський — вулиця Борщагівська — проспект Любомира Гузара — вулиця Василенка — вулиця Машинобудівна — провулок Чугуївський — вулиця Олекси Тихого — вулиця Василенка — Берестейський проспект.                                                  |
| 455  | Севастопольська площа                                 | Проспект Свободи (до вулиці Василя Порика)                  | |
| 461  | Станція метро «Виставковий центр»                     | Станція метро «Святошин»                                    | Через Кільцеву дорогу, вул. Симиренка, вул. Якуба Коласа, вул. Жмеринську, вул. Святошинську |
| 463  | Вул. Північна                                         | Вул. Кадетський гай                                         | |
| 465  | Залізничний вокзал «Південний»                        | Проспект Свободи (до проспекту Василя Порика)               | |
| 470  | Музей історії України у Другій світовій війні         | Вул. Закарпатська                                           | |
| 472  | Станція метро «Мінська»                               | Проспект Георгія Гонгадзе                                   | |
| 475  | Станція метро «Позняки»                               | Завод «Буревісник»                                          | Працює тільки у будні дні |
| 476  | Вул. Північна                                         | Станція метро «Дарниця»                                     | |
| 485  | Вул. Милославська (біля проспекту Червоної Калини)    | Станція метро «Героїв Дніпра»                               | |
| 491  | Станція метро «Видубичі»                              | Вул. Василя Касіяна                                         | По вул. Вільямса, вул. Васильківська, бульв. Миколи Міхновського, вул. Бойчука |
| 496  | Клінічна лікарня «Феофанія»                           | Станція метро «Лук'янівська»                                | |
| 498  | Станція метро «Лісова»                                | Вул. Петра Вершигори                                        | |
| 499  | Станція метро «Васильківська»                         | Обласна лікарня (вул. Академіка Ромоданова)                 | Через пр-т Повітрофлотський, Кільцеву дорогу, вул. Василя Касіяна, вул. Михайла Максимовича |
| 503  | Вул. Митрополита Андрея Шептицького                   | Станція метро «Червоний Хутір»                              | |
| 504  | Станція метро «Дарниця»                               | Вул. Милославська (біля вул. Радунської)                    | |
| 509  | Вул. Ялтинська                                        | Вул. Милославська                                           | |
| 510  | Вул. Чорнобильська                                    | Вул. Кікабідзе                                              | |
| 511  | Станція метро «Позняки»                               | Вул. Милославська (біля Вул. Оноре де Бальзака)             | |
| 512  | Станція метро «Мінська»                               | Лісорозсадник                                               | |
| 513  | Станція метро «Позняки»                               | Вул. Поліська                                               | |
| 518  | Вул. Кадетський гай                                   | Вул. Сирецька                                               | |
| 526  | Станція метро «Позняки»                               | Станція метро «Лісова»                                      | За маршрутом трамвая № 8 |
| 529  | Овочева база с. Бортничі (біля вул. Автотранспортної) | Проспект Червоної Калини (до парку «Молодіжний»)            | |
| 530  | Вул. Північна                                         | Проспект Свободи (до проспекту Георгія Гонгадзе)            | За маршрутом тролейбуса № 24 |
| 535  | Вул. Митрополита Андрея Шептицького                   | Станція метро «Бориспільська»                               | Через проспект Бажана, Дніпровську набережну, вулиці Березняківську, Євгена Сверстюка |
| 537  | Станція метро «Нивки»                                 | Станція метро «Героїв Дніпра»                               | |
| 539  | Залізничний вокзал «Центральний»                      | селище Жовтневе                                             | |
| 540  | Станція метро «Нивки»                                 | Національна бібліотека України для дітей                    | |
| 544  | Станція метро «Дарниця» (Універмаг «Дитячий світ»)    | Вул. Космонавта Поповича                                    | |
| 545  | Станція метро «Дарниця»                               | Вул. Єлизавети Чавдар                                       | |
| 550  | Вул. Милославська (біля проспекту Червоної Калини)    | Вул. Кадетський гай                                         | За маршрутом тролейбуса № 30 |
| 555  | Вул. Миколи Кибальчича (біля універсаму «Десна»)      | ДВРЗ                                                        | За маршрутом трамвая № 33 |
| 556  | Станція метро «Академмістечко»                        | Вул. Метрологічна (до с. Хотів)                             | |
| 557  | Станція метро «Либідська»                             | Житловий масив Корчувате                                    | |
| 566  | Станція метро «Лук'янівська»                          | Відрадний проспект                                          | |
| 567  | Станція метро «Видубичі»                              | Авторинок «Чапаєвка»                                        | |
| 569  | Станція метро «Лук'янівська»                          | Вул. Булгакова                                              | |
| 575  | Вул. Терещенківська                                   | Вул. Сергія Данченка (ж/к «Крістер Град»)                   | Офіційно до вулиці Полкової |
| 577  | Станція метро «Позняки»                               | Вул. Урлівська                                              | |
| 578  | Станція метро «Лівобережна»                           | Вул. Петра Вершигори                                        | За маршрутом автобуса № 70 |
| 580  | Вул. Милославська (біля вул. Радунської)              | Станція метро «Лівобережна»                                 | |
| 586  | Площа Тараса Шевченка                                 | Станція метро «Лук'янівська»                                | |
| 587  | Проспект Георгія Гонгадзе                             | Контрактова площа                                           | Через просп. Свободи; вулиці Наталії Ужвій, Мостицька, Кирилівська |
| 590  | Станція метро «Либідська»                             | Вул. Лісківська                                             | Раніше існував під назвою 590-Д як подовжений варіант маршруту 590, який прямував до ринку «Троєщина» (заїзд з вул. Крайньої) |

### Нелегальні маршрути
До нелегальних маршрутів відносяться маршрути, що були зачинені наказом Департаменту транспортної інфраструктури, які і надалі продовжуть курсувати або самовільно змінені маршрути.
| №          | Кінцева А              | Кінцева Б                                    | Примітки |
| ---------- | ---------------------- | -------------------------------------------- | --- |
| 512 (102д) | Кінотеатр «Братислава» | Гіпермаркет «Ашан-Біличі» (Вул. Берковецька) | Працює нелегально. По вулицях Йорданській, Героїв полку «Азов», Луговій, Ярослава Івашкевича, Газопровідній та Стеценка; по проспектам Правди та Георгія Гонгадзе. |

## Колишні маршрути
За даними атласу «Київ. Міський транспорт» видання 2004 року, у місті налічувалося 300 маршрутів маршрутного таксі (278 основних та 22 коротких та довгих). У 2022 році налічується 100 маршрутів. Тобто, за 20 років зникло 200 маршрутів. Трасу частини з них вдалося відтворити лише за картою міського транспорту 2002 року та вищезгаданим атласом. Втім, так і не вдалося дізнатися, якою була траса курсування маршрутів № 479, 483 та 489. Пропущений маршрут № 169 зараз має приміський № 805. Пропущені маршрути № 175 та 424 також були приміськими. Останній тепер має № 720.
|  |  |  |  |

| №       | Кінцева А                                                                   | Кінцева Б                                                        | Примітки |
| ------- | --------------------------------------------------------------------------- | ---------------------------------------------------------------- | --- |
| 152     | Овочева база с. Бортничі (біля вул. Автотранспортної)                       | Дарницький вокзал                                                | |
| 153     | Станція метро «Почайна»                                                     | Вул. Закревського (до вул. Лифаря)                               | |
| 154     | Індустріальний шляхопровід                                                  | Вул. Лісківська                                                  | |
| 154     | Селище Рибне                                                                | Станція метро «Лісова»                                           | Зачинений 1 серпня 2020. Замінений на автобус № 10 |
| 155     | Кільцева дорога                                                             | Станція метро «Почайна»                                          | |
| 156     | Станція метро «Університет»                                                 | Музей національної архітектури та побуту (Лікарня № 1)           | |
| 157     | Станція метро «Почайна»                                                     | Вул. Милославська (біля вул. Бальзака)                           | За маршрутом автобуса № 21 |
| 158     | Станція метро «Лук'янівська»                                                | Проспект Свободи                                                 | |
| 159     | Вул. Сошенка                                                                | Майдан Незалежності                                              | За маршрутом тролейбуса № 18 |
| 160     | Вул. Симиренка                                                              | вул. Рейгана                                                     | |
| 161     | Контрактова площа                                                           | Авторинок «Чапаєвка»                                             | |
| 161     | Вул. Ярослава Івашкевича                                                    | Вул. Чорнобильська                                               | По проспекту Свободи, Георгія Гонгадзе, вулицями Газопровідна. Стеценка, Академіка Палладіна. |
| 162     | Деміївська площа                                                            | Залізничний вокзал                                               | По вулицях Саксаганського, Антоновича, Казимира Малевича |
| 163     | Палац спорту                                                                | Музей історії України в Другій світовій війні                    | По вулицях Мечникова, Кловському узвозу, Грушевського, Івана Мазепи, Лаврській |
| 164     | Південний вокзал                                                            | Станція метро «Оболонь»                                          | В останні роки роботи — до вулиці Північної |
| 165     | Львівська площа                                                             | Площа Перемоги                                                   | Офіційно до Залізничного вокзалу. |
| 167     | Площа Петра Кривоноса                                                       | Печерський міст                                                  | В останні роки роботи — до станції метро «Арсенальна» |
| 168     | Залізнична станція «Київ-Волинський»                                        | Вул. Лаврухіна                                                   | |
| 169     | місто Вишневе                                                               | Універмаг «Україна»                                              | [ 2 ] |
| 170     | Пуща-Водиця                                                                 | Станція метро «Героїв Дніпра»                                    | |
| 170     | Станція метро «Харківська»                                                  | с. Вишеньки                                                      | [ 2 ] |
| 172     | Дарницька площа                                                             | Вул. Академіка Заболотного                                       | Із заїздом на станцію метро «Либідська», у вихідні та святкові дні курсувала до музею Національної архітектури та побуту |
| 173     | Станція метро «Оболонь»                                                     | Вул. Лаврухіна                                                   | |
| 173     | ВО «Електронмаш»                                                            | місто Вишневе                                                    | [ 2 ] |
| 174     | Станція метро «Святошин»                                                    | Залізнична станція «Київ-Волинський»                             | За маршрутом колишнього автобуса № 89 |
| 175     | Хутір Петрівський                                                           | Станція метро «Святошин»                                         | [ 2 ] |
| 175к    | місто Вишневе                                                               | Станція метро «Святошин»                                         | [ 2 ] |
| 176     | Станція метро «Палац «Україна»»                                             | Житловий масив Турецьке містечко                                 | По вулиці Антоновича (назад — Великій Васильківській), Либідській та Деміївській площах, проспекту Лобановського, Севастопольській площі, вулицях Святослава Хороброго, Ернста, Кадетський гай |
| 177     | Софійська площа                                                             | Вул. Ушинського                                                  | |
| 184     | Станція метро «Шулявська»                                                   | Вул. Чорнобильська                                               | |
| 185     | Вул. Туполєва                                                               | Житловий масив Турецьке містечко                                 | |
| 186     | Станція метро «Святошин»                                                    | Вул. Стеценка                                                    | |
| 190     | Вул. Микитенка                                                              | Вул. Полярна                                                     | |
| 191     | Станція метро «Лісова»                                                      | Вул. Милославська (до вул. Радунської)                           | По вулицях Шолом-Алейхема, Братиславській, Рейгана. |
| 192д    | Станція метро «Дорогожичі»                                                  | Вул. Милославська                                                | [ 2 ] |
| 193к    | Станція метро «Видубичі»                                                    | Дарницька площа                                                  | |
| 194     | Станція метро «Нивки»                                                       | Вул. Чорнобильська                                               | [ 2 ] |
| 195     | Ринок «Троєщина»                                                            | Житловий масив Новобіличі                                        | |
| 196     | Житловий масив Кадетський гай                                               | Вул. Дорогожицька                                                | Курсував лише у робочі дні |
| 197     | Станція метро «Академмістечко»                                              | Вул. Малинська                                                   | |
| 199     | Станція метро «Палац «Україна»»                                             | Вул. Ушакова                                                     | |
| 200     | Залізничний вокзал «Центральний»                                            | Вул. Ушакова                                                     | |
| 200     | Вул. Тулузи                                                                 | с. Петропавлівська Борщагівка                                    | [ 2 ] |
| 200д    | Станція метро «Нивки»                                                       | с. Петропавлівська Борщагівка                                    | [ 2 ] |
| 202     | Станція метро «Святошин»                                                    | Вул. Академіка Булаховського                                     | |
| 204     | Станція метро «Мінська»                                                     | Мінський масив                                                   | |
| 205     | Станція метро «Святошин»                                                    | Вул. Прилужна                                                    | |
| 206     | Станція метро «Либідська»                                                   | Кібернетичний центр                                              | За маршрутом колишнього тролейбуса № 2, нині — частини тролейбуса № 43 |
| 207     | Кібернетичний центр                                                         | Ринок «Столичний»                                                | |
| 208     | Станція метро «Голосіївська»                                                | Універсам «Біличі»                                               | |
| 209     | Вул. Вільямса                                                               | Станція метро «Палац «Україна»»                                  | Частково за маршрутом колишнього автобусу № 38 |
| 210     | Станція метро «Славутич»                                                    | База відпочинку «Либідь»                                         | Відновлений за маршрутом № 174 |
| 213     | Станція метро «Осокорки»                                                    | Вул. Милославська (біля вул. Бальзака)                           | Курсувала лише у робочі дні |
| 214     | Станція метро «Харківська»                                                  | Вул. Здолбунівська                                               | За скороченим маршрутом автобуса № 18 та № 108 |
| 215     | Вул. Миропільська                                                           | Вул. Митрополита Андрея Шептицького                              | Зачинений 1 серпня 2020. Замінений на автобус № 65 |
| 215к    | Станція метро «Лівобережна»                                                 | Русанівські сади                                                 | За маршрутом колишнього автобуса №117 (на той час діючий) |
| 216     | Станція метро «Лівобережна»                                                 | Ринок «Троєщина»                                                 | |
| 217     | Станція метро «Лук'янівська»                                                | Проспект Свободи (до вулиці Порика)                              | Скасований 28 квітня 2017. Працювала нелегально до березня 2021 |
| 218     | Станція метро «Либідська»                                                   | Вул. Лисогірська                                                 | В останні роки роботи — від станції метро «Дружби народів» |
| 219     | Контрактова площа                                                           | Діагностичний центр                                              | |
| 220     | Музей авіації                                                               | Вул. Тростянецька                                                | Зачинений 21 січня 2022. Замінений на автобус № 22 |
| 221     | Вул. Милославська (біля проспекту Маяковського)                             | Станція метро «Дарниця»                                          | У напрямку станції метро «Дарниця» маршрут проїжджає станцію метро «Чернігівська». |
| 224     | Вул. Північна                                                               | Станція метро «Мінська»                                          | |
| 225     | Станція метро «Дарниця»                                                     | Станція метро «Харківська»                                       | |
| 225д    | Просп. Григоренка                                                           | Станція метро «Дарниця»                                          | [ 2 ] |
| 226     | Станція метро «Нивки»                                                       | Пуща-Водиця (вул. Селянська)                                     | Зачинений 4 липня 2019. Працював нелегально (до с. Мощун). Перенумеровано у 719-2 |
| 228     | Станція метро «Університет»                                                 | Вул. Світлицького                                                | |
| 229     | Дарницька площа                                                             | Голосіївська площа                                               | |
| 230     | Хрещатик                                                                    | Вул. Ірпінська                                                   | |
| 231     | Вул. Терещенківська                                                         | Вул. Кадетський гай                                              | |
| 232     | Станція метро «Шулявська»                                                   | Залізнична станція Київ-Волинський                               | |
| 234     | Проспект Алішера Навої                                                      | Станція метро «Почайна»                                          | |
| 235     | Станція метро «Лівобережна»                                                 | Вул. Цвєтаєвої                                                   | |
| 236     | Дарницька площа                                                             | Село Троєщина                                                    | |
| 237     | Майдан Незалежності                                                         | Діагностичний центр                                              | |
| 238     | Станція метро «Контрактова площа»                                           | Станція метро «Видубичі»                                         | |
| 242     | Станція метро «Нивки»                                                       | Місто Вишневе                                                    | [ 2 ] |
| 242д    | Станція метро «Нивки»                                                       | КГМЗ-3                                                           | [ 2 ] |
| 243     | Станція метро «Героїв Дніпра»                                               | Ринок «Троєщина»                                                 | |
| 244     | Проспект Свободи                                                            | Ринок «Троєщина»                                                 | |
| 245     | Станція метро «Лівобережна»                                                 | Вул. Юрія Шумського                                              | За маршрутом автобуса № 95 |
| 245     | Станція метро «Позняки»                                                     | Станція метро «Дарниця»                                          | |
| 246     | Станція метро «Лівобережна»                                                 | Вул. Івана Микитенка                                             | За маршрутом автобуса № 46 |
| 247     | Станція метро «Почайна»                                                     | Ринок «Троєщина»                                                 | |
| 248     | Станція метро «Лівобережна»                                                 | Готель «Славутич»                                                | За маршрутом автобуса № 48 |
| 249     | Станція метро «Лівобережна»                                                 | Платформа Лівий берег                                            | За маршрутом автобуса № 49 |
| 250     | Житловий масив Турецьке містечко                                            | Львівська площа                                                  | Версія 2000-х |
| 400     | Бульвар Дружби народів                                                      | Вул. Охтирська                                                   | |
| 403     | Залізничний вокзал                                                          | Вул. Милославська                                                | По вулиці Бальзака |
| 404     | Залізничний масив (вул. Романа Ратушного)                                   | Станція метро «Площа Льва Толстого»                              | Рух до вулиці Романа Ратушного — по вулиці Андрія Головка, рух від вулиці Романа Ратушного — по вулиці Солом'янській (розворот навпроти вул. Олексіївської) — вулиця Олександра Пироговського. Припинила роботу у листопаді 2014 р. |
| 406     | Музей історії України у Другій світовій війні                               | Площа Валерія Марченка                                           | |
| 409     | Селище Бортничі                                                             | Вул. Мілютенка                                                   | |
| 412     | Житловий масив Корчувате                                                    | Станція метро «Площа Льва Толстого»                              | Скасований 29 березня 2017. З до 2020 року працював нелегально до вулиці Маршальська |
| 412к    | Вул. Квітки-Основ'яненка                                                    | Станція метро «Площа Льва Толстого»                              | Зачинений 29 березня 2017 |
| 413     | Станція метро «Нивки»                                                       | Вул. Зодчих                                                      | |
| 414     | Дарницька площа                                                             | Вул. Будищанська                                                 | Скасований у 2024 році |
| 417     | Контрактова площа                                                           | Вул. Підлісна                                                    | |
| 418     | Вул. Гетьмана Павла Полуботка (біля станції метро «Лісова», «Чернігівська») | Вул. Лісківська (до вул. Радунської)                             | Скасований у 2024 році |
| 419     | Житловий масив Теремки-ІІ                                                   | Ринок «Троєщина»                                                 | |
| 420     | Проспект Свободи                                                            | Вул. Володимирська                                               | |
| 422     | Вул. Маршальська                                                            | Рембаза (вул. Бориспільська)                                     | |
| 425     | Дарницька площа                                                             | Вул. Милославська                                                | |
| 425     | Станція метро «Осокорки»                                                    | Вул. Митрополита Андрея Шептицького                              | За маршрутом автобуса № 87 |
| 425     | Станція метро «Славутич»                                                    | Садове товариство «Вишеньки»                                     | Скасований у листопаді 2024. За маршрутом колишнього автобуса № 64 |
| 427     | Станція метро «Палац спорту»                                                | ДБК-3 (Відрадний проспект)                                       | |
| 428     | Станція метро «Арсенальна»                                                  | Повітрофлотський шляхопровід                                     | У перші роки роботи — до станції метро «Либідська» |
| 428     | Просп. Свободи                                                              | Станція метро «Дорогожичі»                                       | По проспектам Василя Порика, Правди; вулицями Маршлал Гречка, Стеценка. |
| 429     | Велика кільцева дорога (біля вул. Тулузи)                                   | Вул. Терещенківська                                              | По проспекту Леся Курбаса, бульвару Вацлава Гавела, проспекту Перемоги, бульвару Тараса Шевченка, вул. Богдана Хмельницького |
| 430     | Вул. Чорнобильська                                                          | Кінотеатр «Лейпциг»                                              | |
| 431     | Вул. Єреванська                                                             | Станція метро «Олімпійська»                                      | Версія 1990-х—початку 2000-х |
| 431     | Станція метро «Дорогожичі»                                                  | Вул. Авіаконструктора Ігоря Сікорського                          | Версія 2013—2015 рр. Курсувала лише у робочі дні. Від «Дорогожичів» відправлялася о 07:00, 16:30, 17:30, 18:30 |
| 432     | Вул. Новоукраїнська                                                         | Станція метро «Контрактова площа»                                | |
| 433     | Вулиця Олександра Махова                                                    | Вул. Терещенківська                                              | По Відрадному проспекту, вул. Борщагівській, бул. Тараса Шевченка, вул. Богдана Хмельницького |
| 435     | Станція метро «Політехнічний інститут»                                      | Вул. Богомольця                                                  | По вулицях Коперника, Лук'янівській, Олегівській, Сагайдачного, Володимирському узвозу, Грушевського, Інститутській, Липській, Пилипа Орлика |
| 436     | Станція метро «Палац «Україна»»                                             | Ботанічний сад                                                   | |
| 437     | Вул. Обухівська                                                             | Вул. Наталії Ужвій                                               | Скасований у 2023 |
| 438     | Вул. Академіка Булаховського                                                | Вул. Вінницька                                                   | |
| 439     | Проспект Георгія Гонгадзе                                                   | Галицька площа                                                   | Скасований у 2025 |
| 440     | Станція метро «Нивки»                                                       | Проспект Академіка Палладіна                                     | |
| 441     | Станція метро «Героїв Дніпра»                                               | Дачне товариство «Чорнобилець»                                   | |
| 443     | Вул. Байкова                                                                | Станція метро «Арсенальна»                                       | |
| 444     | Станція метро «Дружби народів»                                              | Вул. Метрологічна                                                | |
| 444к    | Станція метро «Виставковий центр»                                           | Вул. Метрологічна (до с. Хотів)                                  | Скасований у 2025 |
| 445     | Станція метро «Дарниця»                                                     | Станція метро «Позняки»                                          | Скасований 15 серпня 2020. Замінений маршрутом № 511 з подовженою трасою. |
| 446     | Станція метро «Червоний Хутір»                                              | Контрактова площа                                                | Через вулиці Старобориспільську, Вишняківську, Руденко, проспект Бажана, Дніпровську набережну |
| 447     | Станція метро «Святошин»                                                    | Вул. Януша Корчака                                               | |
| 448     | Залізничний вокзал                                                          | Майдан Незалежності                                              | |
| 449     | Залізничний вокзал                                                          | Вул. Білицька                                                    | |
| 450 (8) | Вул. Смілянська                                                             | Вул. Терещенківська                                              | Працював нелегально. По вулиці Донецькій, Севастопольській площі, Повітрофлотському пр-т., бульв. Тараса Шевченка |
| 450     | Севастопольська площа                                                       | Севастопольська площа                                            | Працював нелегально. Маршрут замикається: Повітрофлотський пр-т — вул. Солом'янська — вул. Протасів Яр — вул. Федорова — вул. Жилянська — вул. Шота Руставелі — вул. Басейна — бульвар Лесі Українки — бул. Миколи Міхновського — вул. Велика Васильківська — вул. Саксаганського — вул. Антоновича — вул. Федорова — вул. Протасів Яр — вул. Солом'янська — Повітрофлотський пр-т |
| 451     | Вул. Януша Корчака                                                          | Контрактова площа                                                | По вулицям Щербаківського, Виговського, Некрасова, Білицькій, Кирилівській. |
| 452     | Станція метро «Славутич»                                                    | Садове товариство «Вишеньки»                                     | Скасований у 2022 , За маршрутом автобуса № 64. Замінений маршрутом № 425 який вже теж скасований. |
| 453     | Станція метро «Контрактова площа» (біля вул. Верхній Вал та Нижній Вал)     | Рибальський острів                                               | За маршрутом автобуса № 53 |
| 454     | Південний залізничний вокзал                                                | Вул. Потапова                                                    | |
| 456     | Вул. Академіка Вільямса                                                     | Обласна лікарня                                                  | Через селище Жуляни |
| 457     | Станція метро «Либідська»                                                   | Вул. Павла Грабовського                                          | Скасований у 2025 |
| 458     | Площа Перемоги                                                              | Кібернетичний центр                                              | Скасована у січні 2015 р. Маршрут пролягав вулицями Головка та Деміївською, із заїздом на Залізничний вокзал |
| 458     | Залізничний вокзал                                                          | Клінічна лікарня «Феофанія»                                      | |
| 459     | Дарницький вокзал                                                           | Вул. Підлипка                                                    | Скасований у 2020 |
| 460     | Станція метро «Лівобережна»                                                 | Вул. Милославська (біля вул. Бальзака)                           | |
| 462     | Станція метро «Площа Льва Толстого»                                         | Вул. Святослава Хороброго                                        | |
| 463     | Станція метро «Шулявська»                                                   | Вул. Північна                                                    | |
| 464     | Станція метро «Героїв Дніпра»                                               | Залізничний вокзал «Південний»                                   | |
| 466     | Європейська площа                                                           | Харківський масив (перетин вул. Ревуцького та Юрія Литвинського) | |
| 467     | Станція метро «Нивки»                                                       | Онкоцентр                                                        | |
| 468     | Станція метро «Святошин»                                                    | Селище Перемога                                                  | По вулицях Героїв Космосу, Верховинця, Сім'ї Стешенків |
| 469     | Вул. Тираспольська                                                          | Вул. Академіка Ромоданова                                        | |
| 469     | Вул. Тулузи                                                                 | Солом'янська площа                                               | [ 2 ] |
| 471     | Станція метро «Палац спорту»                                                | Залізнична станція Київ-Волинський                               | По Відрадному пр-ту, Чоколовському б-ру, пр-ту Перемоги, б-ру Шевченка, вулиці Басейній (зворотньо — по вулицях Саксаганського, Антоновича, Толстого, Володимирській) |
| 474     | Станція метро «Харківська»                                                  | селище Бортничі (ФАП)                                            | Скасований у 2025 |
| 474к    | Станція метро «Харківська»                                                  | селище Бортничі (ФАП)                                            | Спецрейс маршруту № 474. У напрямку ФАП по вулицям Кирила Осьмака, Березнева та Левадна. |
| 477     | Станція метро «Деміївська»                                                  | Станція метро «Шулявська»                                        | |
| 473     | Вул. Милославська (біля вул. Радунської)                                    | Платформа Лівий Берег                                            | |
| 477     | Станція метро «Деміївська»                                                  | Станція метро «Шулявська»                                        | |
| 478     | Вул. Милославська (біля вул. Радунської)                                    | Проспект Свободи (до вулиці Порика)                              | |
| 480     | Залізничний вокзал                                                          | Житловий масив Березняки                                         | По бульварах Шевченка, Лесі Українки, Марії Приймаченко, Дружби народів |
| 481     | Контрактова площа                                                           | Вул. Клінічна                                                    | По вулицях Глибочицькій, Юрія Іллєнка, Теліги, Довженка, Чоколовському б-ру, Повітрофлотському пр-ту, вулиці Солом'янській |
| 482     | Станція метро «Дорогожичі»                                                  | Кібернетичний центр                                              | |
| 484     | Контрактова площа                                                           | Вул. Симиренка                                                   | По вулицях Глибочицькій, Чорновола, пр-ту Перемоги, вулиці Василенка, бульвару Вацлава Гавела, проспектах Любомира Гузара, Леся Курбаса, вулиці Володимира Покотила |
| 486     | Палац «Україна»                                                             | Вул. Тростянецька                                                | По вулицях Предславинській, Єжи Ґедройця, Іоанна Павла II, Чигоріна, Маккейна, б-ру Дружби народів, Харківському шосе, вулицях Литвинського, Ялтинській, Славгородській |
| 487     | Станція метро «Харківська»                                                  | Вул. Ремонтна                                                    | |
| 488     | Контрактова площа                                                           | Вул. Милославська                                                | По вулицях Заводській, Електриків, Бальзака, Будищанській |
| 490     | Станція метро «Дорогожичі»                                                  | Вул. Григоровича-Барського                                       | |
| 491д    | Вул. Михайла Ломоносова                                                     | Станція метро «Видубичі»                                         | [ 2 ] |
| 492     | Контрактова площа                                                           | Вул. Ревуцького                                                  | По Набережному шосе, Дніпровській набережній, вулицях Причальній, Здолбунівській, пр-ту Григоренка, вулицях Мишуги, Руденко, Вишняківській |
| 493     | Вул. Булгакова                                                              | Залізнична платформа «Новобіличі»                                | По вулицях Симиренка, Сім'ї Сосніних, Кучера, Володимира Покотила, Гната Юри, Якуба Коласа, б-ру Ромена Роллана, вулиці Тулузи, Кільцевій дорозі |
| 494     | Вул. Кудряшова                                                              | Солом'янська площа                                               | По вулицях Механізаторів, Солом'янській |
| 495     | Проспект Свободи                                                            | Станція метро «Олімпійська»                                      | По пр-ту Правди, вулиці Вишгородській, Подільському узвозу, вулицях Герцена, Деревлянській, Білоруській, Дегтярівській, Рибалка, Чорновола, Повітрофлотському пр-ту, вулиці Протасів Яр |
| 497     | Вул. Генерала Наумова                                                       | Станція метро «Святошин»                                         | За маршрутом автобуса № 97 |
| 500     | Станція метро «Червоний Хутір»                                              | Контрактова площа                                                | Через вулиці Старобориспільську, Привокзальну, Харківське шосе, проспект Соборності, Набережне шосе, Братську; за маршрутом колишнього трамвая № 31 — нинішнього автобуса № 115 |
| 500     | Вул. Північна                                                               | Залізничний вокзал «Центральний»                                 | Зачинений 21 січня 2022. Замінений на автобус #50 |
| 501     | Вул. Милославська (до вул. Лісківської)                                     | Станція метро «Лісова»                                           | Зачинений 4 липня 2019 |
| 501     | Станція метро «Нивки»                                                       | Вул. Григоровича-Барського                                       | Зачинений у 2014 |
| 502     | Проспект Георгія Гонгадзе                                                   | Кінотеатр «Братислава»                                           | Зачинений у 2014. Працював нелегально до 1 березня 2020 року. Об'єднаний з маршрутом № 512. |
| 502     | Проспект Георгія Гонгадзе                                                   | Контрактова площа                                                | Через вулиці Западинську, Івашкевича, Семена Скляренка, Новокостянтинівську |
| 505     | Станція метро «Почайна»                                                     | Вул. Будищанська                                                 | По пр-ту Маяковського, вулицях Каштановій, Бальзака |
| 506     | Площа Тараса Шевченка                                                       | Станція метро «Героїв Дніпра»                                    | |
| 507     | Державний музей народної архітектури та побуту України                      | Залізничний вокзал «Південний»                                   | |
| 508     | Станція метро «Шулявська»                                                   | Вул. Героїв Маріуполя                                            | |
| 511     | Повітрофлотський шляхопровід                                                | Залізничне шосе                                                  | По б-ру Шевченка, вулицях Володимирській, Толстого, Великій Васильківській, Саксаганського, Еспланадній, б-ру Лесі Українки |
| 512     | Проспект Маяковського                                                       | Бульвар Леоніда Бикова                                           | По вулицях Закревського, Рейгана, Електротехнічній, Лифаря, бульвару Висоцького |
| 512     | Кінотеатр «Братислава»                                                      | Супермаркет "Ашан"                                               | По вулицях Йорданській, Героїв полку «Азов», Луговій, Ярослава Івашкевича, Газопровідній та Стеценка; по проспектам Правди та Георгія Гонгадзе, Працює нелегально. |
| 514     | Станція метро «Контрактова площа»                                           | Вул. Світлицького                                                | За маршрутом автобуса № 72 |
| 515     | Вул. Здолбунівська                                                          | Вул. Василя Касіяна                                              | |
| 516     | Ринок «Лісовий»                                                             | Станція метро «Червоний Хутір»                                   | |
| 517     | Севастопольська площа                                                       | Вул. Ірпінська                                                   | |
| 519     | Деміївський ринок                                                           | Вул. Звіринецька                                                 | Курсував лише по робочих днях |
| 519     | Вул. Чорнобильська                                                          | Ринок «Троєщина»                                                 | [ 2 ] |
| 520     | Музей історії України у Другій світовій війні                               | Станція метро «Видубичі»                                         | Інакше у зворотному напрямку |
| 521     | Деміївська площа                                                            | Інститут серцево-судинної хірургії                               | По вулицях Монтажників, Клінічній |
| 522     | Вул. Данькевича                                                             | Станція метро «Почайна»                                          | За маршрутом колишнього автобуса № 106 |
| 523     | Софійська площа                                                             | Вул. Михайла Ломоносова                                          | [ 2 ] |
| 523     | Вул. Каштанова                                                              | Станція метро «Дружби народів»                                   | Версія 2010-х років |
| 524     | Контрактова площа                                                           | Вул. Каштанова                                                   | Первісно до вулиці Микитенка. По Набережному шосе, пр-тах Соборності, Гагаріна, вулицях Миропільській, Остафія Дашкевича, Миколи Кибальчича |
| 525     | Станція метро «Почайна»                                                     | Станція метро «Мінська»                                          | Із заїздом до Діагностичного центру. Скасований у 2025 |
| 527     | Станція метро «Лісова»                                                      | Вул. Нагірна                                                     | З часів Євромайдану маршрут було скорочено до площі Арсенальної Наприкінці літа — на початку осені 2014 року маршрут було скасовано |
| 528     | Вул. Лісківська                                                             | Станція метро «Чернігівська»                                     | |
| 531     | Площа Космонавтів                                                           | Вул. Ольжича                                                     | За маршрутом тролейбуса № 19 |
| 532     | Площа Космонавтів                                                           | Станція метро «Площа Льва Толстого»                              | За маршрутом тролейбуса № 17 |
| 533     | Вул. Бориспільська                                                          | Вул. Волкова                                                     | По Харківському шосе, пр-ту Гагаріна, вулицях Шолом-Алейхема, Мілютенка, Курчатова, Кубанської України |
| 534     | Залізничний вокзал                                                          | Вул. Звіринецька                                                 | По бульварах Шевченка, Лесі Українки, вулиці Бастіонній |
| 536     | Пуща-Водиця                                                                 | Проспект Корольова                                               | По вулицях Селянській, Квітки Цісик, Федора Максименка, пр-ту Палладіна, Кільцевій дорозі, Леся Курбаса, бульвару Кольцова |
| 538     | Станція метро «Лук'янівська»                                                | Вул. Щусєва                                                      | |
| 540     | Станція метро «Нивки»                                                       | Дитяча республіканська бібліотека                                | |
| 541     | Станція метро «Лук'янівська»                                                | Севастопольська площа                                            | |
| 542     | Станція метро «Осокорки»                                                    | Вул. Митрополита Андрея Шептицького                              | Через вул. Княжий Затон, Драгоманова, Ахматової, Тростянецьку. Зачинений у 2022 |
| 543     | Станція метро «Харківська»                                                  | Овочева база с. Бортничі (біля вул. Автотранспортної)            | За маршрутом колишнього автобуса № 10; кінцева розташована біля кінцевої маршрутних таксі № 152, 529 |
| 546     | Вул. Дмитра Луценка                                                         | Станція метро «Дружби народів»                                   | |
| 547     | Станція метро «Позняки»                                                     | Вул. Райдужна                                                    | По Дніпровській набережній, пр-ту Павла Тичини, вулиці Тампере, бульвару Верховної Ради, вулиці Миропільській, Воскресенському проспекту, вулиці Микитенка |
| 548     | Вул. Метрологічна (від вул. Лебедєва)                                       | Станція метро «Виставковий центр»                                | |
| 549     | Райдужний масив                                                             | Вул. Святослава Хороброго                                        | З 9:00 до 18:00 курсував від ринку «Троєщина» |
| 551     | Індустріальний шляхопровід                                                  | Ринок «Троєщина»                                                 | До 9:00 та після 18:00 як маршрут 550 |
| 552     | Площа Шевченка                                                              | Ринок «Троєщина»                                                 | По вулицях Полярній, Богатирській |
| 553     | Станція метро «Палац спорту»                                                | Станція метро «Чернігівська»                                     | По вулицях Мечникова, Кловському узвозу, Грушевського, Князів Острозьких, Старонаводницькій, проспекту Леоніда Каденюка |
| 554     | Станція метро «Палац спорту»                                                | Вул. Литвиненко-Вольгемут                                        | За маршрутом автобуса № 69 |
| 556     | Станція метро «Лук'янівська»                                                | Вул. Булгакова                                                   | За маршрутом автобуса № 9 |
| 558     | Проспект Свободи (від проспекту Гонгадзе)                                   | Залізничний вокзал «Центральний»                                 | |
| 559     | Станція метро «Мінська»                                                     | Станція метро «Героїв Дніпра»                                    | Через вул. Прирічну |
| 560     | Станція метро «Мінська»                                                     | Станція метро «Оболонь»                                          | По вулицях Левка Лук'яненка, Олександра Архипенка, Йорданська. |
| 561     | Станція метро «Святошин»                                                    | с. Чайки                                                         | |
| 562     | Станція метро «Осокорки»                                                    | Станція метро «Лівобережна»                                      | Є трохи скороченим варіантом автобуса № 42; через вул. Княжий Затон, Урлівську, Батуринську, Тальнівську, Тепловозну |
| 563     | Станція метро «Палац спорту»                                                | Кібернетичний центр                                              | По вулиці Великій Васильківській, Голосіївському проспекту |
| 564     | Галицька площа                                                              | Контрактова площа                                                | За маршрутом трамвая № 18 (колишнього № 13). Працювала з понеділка по суботу. Закрита 2016 року |
| 565     | Аеропорт «Київ»                                                             | Станція метро «Почайна»                                          | Зачинений 14 вересня 2018. |
| 567     | Станція метро «Видубичі»                                                    | Авторинок «Автоцентр на Столичному»                              | |
| 567     | Станція метро «Видубичі»                                                    | с. Лісники                                                       | |
| 567Д    | Станція метро «Видубичі»                                                    | Вул. Метрологічна                                                | |
| 568     | Вул. Терещенківська                                                         | Аеропорт «Київ»                                                  | По б-ру Тараса Шевченка, Повітрофлотському пр-ту |
| 569     | Станція метро «Либідська»                                                   | Авторинок «Чапаєвка»                                             | [ 2 ] |
| 570     | Вул. Смілянська                                                             | Станція метро «Площа Льва Толстого»                              | Скасований 29 березня 2017. Працював нелегально до жовтня 2020 року |
| 571     | Станція метро «Святошин»                                                    | Залізнична платформа «Новобіличі»                                | |
| 572     | Європейська площа                                                           | Вул. Генерала Наумова                                            | По вулицях Михайлівській, Володимирській, б-ру Тараса Шевченка, пр-ту Берестейському, пр-ту Палладіна. В останні роки курсувала від Галицької площі. |
| 573     | Вул. Будищанська                                                            | Бульвар Вацлава Гавела                                           | |
| 574     | Площа Валерія Марченка                                                      | Майдан Незалежності                                              | За маршрутом тролейбуса № 16 |
| 576     | Станція метро «Академмістечко»                                              | Авторинок «Авторцентр на Столичному»                             | Зачинена 18 січня 2022. Замінена на автобусний маршрут № 57 |
| 577     | площа Героїв ВВВ                                                            | с. Конча-Заспа                                                   | [ 2 ] |
| 579     | Автостанція «Південна» (проспект Академіка Глушкова)                        | Вул. Кубанської України (біля вул. Волкова)                      | |
| 581     | Станція метро «Святошин»                                                    | Площа Шевченка                                                   | Через проспект Правди, вул. Івашкевича, Автозаводську та Юрія Кондратюка |
| 582     | Станція метро «Оболонь»                                                     | Вул. Приозерна                                                   | Скасований у 2025 |
| 583     | Станція метро «Нивки»                                                       | Село Софіївська Борщагівка                                       | |
| 584     | Вул. Юрія Смолича                                                           | Софійська площа                                                  | |
| 585     | Ринок «Троєщина»                                                            | Місто Боярка                                                     | |
| 588     | Контрактова площа                                                           | Вул. Бальзака                                                    | По вулицях Набережно-Луговій, Заводській, Електриків, Північному мосту, проспекту Червоної Калини, вулиці Лифаря |
| 589     | Станція метро «Дарниця»                                                     | Рембаза                                                          | |
| 591     | Станція метро «Осокорки»                                                    | Вул. Гмирі                                                       | |
| 592     | Контрактова площа                                                           | Вул. Милославська                                                | По вулицях Набережно-Луговій, Заводській, Електриків, Північному мосту, проспекту Шухевича, вулицях Рейгана, Закревського, Лифаря |
| 593     | Дарницький вокзал                                                           | Вул. Бальзака                                                    | По Харківському шосе, пр-ту Миру, вулиці Будівельників, пр-ту Воскресенському, пр-ту Шухевича, вулиці Рейгана |
| 594     | Станція метро «Позняки»                                                     | Ринок «Троєщина»                                                 | По вулицях Мишуги, Руденко, Ревуцького, Харківському шосе, проспекту Леоніда Каденюка, вулиці Братиславській |
| 595     | Станція метро «Харківська»                                                  | Вул. Драгоманова                                                 | За маршрутом автобуса № 17 |
| 595     | Вул. Північна                                                               | Станція метро                                                    | [ 2 ] |
| 596     | Контрактова площа                                                           | Станція метро «Лісова»                                           | |
| 597     | Супермаркет «Нова Лінія» (Вул. Лісківська)                                  | Південний залізничний вокзал                                     | |
| 598     | Вул. Олександри Екстер (від вул. Закревського)                              | Львівська площа                                                  | Через проспект Червоної Калини та Степана Бандери; вулицями Олени Теліги, Юрія Іллєнка, Січових Стрільців. Офіційно до Залізничного вокзалу. Працює тільки у робочі дні. Скасований у 2025 |
| 599     | Станція метро «Харківська»                                                  | Вул. Митрополита Андрея Шептицького                              | За маршрутом автобуса № 108 |
| 600     | вул. Рейгана                                                                | Станція метро «Дарниця» (Універмаг «Дитячий світ»)               | По вул. Закревського |

Список укладено на підставі таких джерел —, та.